# Plaza Benjamín Palencia
La plaza Benjamín Palencia es una céntrica plaza de la ciudad española de Albacete. Es una de las plazas más concurridas de la capital, ejerciendo de nexo de unión entre el primer y el segundo tramo de la avenida de España, una de las vías más importantes de la ciudad, en la confluencia entre las calles Arcángel San Gabriel y Batalla del Salado.
La plaza lleva el nombre del albaceteño Benjamín Palencia, uno de los grandes artistas de la pintura española.
En el centro de la plaza se ubica la emblemática fuente del Parque, lugar de celebración de los principales éxitos deportivos. Cuenta con varias terrazas al sureste de la plaza y está rodeada por edificios de gran altura como el edificio Forestal. Al noroeste de la plaza se encuentra el Museo de Albacete, ubicado en el interior del parque Abelardo Sánchez, auténtico pulmón verde de la ciudad con 120 000 metros cuadrados.
Es lugar de paso de numerosas celebraciones de la ciudad, como las procesiones de la Semana Santa de Albacete o la Cabalgata de la Feria. Asimismo, la Media Maratón Ciudad de Albacete, una de las más importantes de España, atraviesa la plaza.